# Festival international de films de Montréal
Ne doit pas être confondu avec Festival international du film de Montréal ou Festival des films du monde de Montréal.
Le Festival international de films de Montréal (anglais : New Montreal FilmFest) est un festival de cinéma qui s'est tenu une seule fois en 2005 à Montréal (Canada).
Ce festival a été organisé par la firme Spectra et dirigé par son président Alain Simard. En février 2005, Moritz de Hadeln est nommé délégué général à la programmation.